# 纳马兹加遗址
纳马兹加遗址（或称纳马兹加丘）位于里海东部土库曼斯坦和伊朗的交接处，是中亚巴克特里亚-马尔吉阿纳文化复合体中最重要的遗址，基本代表了中亚地区从新石器时代到青铜时代末期安德罗诺沃共同体南下前的整个年代序列。。

## 物质文化

### 铜器
1952年对这个遗址的发掘，将纳马兹加遗址分为I~IV期，I~III期为铜石并用时代；IV、V期为青铜时代的早期、中期；V期安德罗诺沃文化入侵，为青铜时代晚期。青铜时代开始的年代为公元前3000年。
纳马兹加文化前三期沿袭自安诺文化，I期铜器以尖头形器为主要传统，如针、凿形器以及别针，分为工具和装饰品，铜器主要为锻造。II期铜器增多，仍以尖头器为主，出现边刃器和需要合范铸造有銎斧。没有发现III期的铜器。
IV期与前期没有明显联系，出现大量双螺旋别针，武器中出现柄部很明显的短匕首。V期中，匕首变成短剑，原有饰品不见，变成一种风格统一的印章，说明受到一种与IV期完全不同的文化的影响。

### 陶器
I~III期为彩陶，IV~VI期彩绘趋于简化，从前的双彩演变成单彩以至无彩，代之以划纹或素面。人物和动物陶塑也变得非常简略。